# مصرف خاص

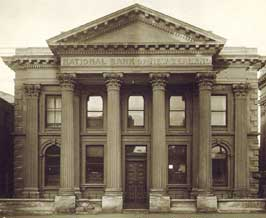
البنك الوطني أومارو. نيوزيلندا. (الصورة التي يزيد عمرها عن 80 عامًا في المجال العام)

مصرف خاص يقدم الخدمات البنكية والاستثمارية وغيرها من الخدمات المالية التي تقدمها البنوك للأفراد ذوي الدخل المرتفع أو الأشخصا المالكون للأصول الكبيرة. يشير مصطلح «خاص» إلى خدمة العملاء المقدمة على أساس شخصي أكثر من الخدمات المصرفية للأفراد في الأسواق، وعادةً ما يكون ذلك عبر مستشارين مصرفيين متخصصين. ولا يشير مصطلح بنك خاص للمؤسسات المصرفية الغير مسجلة.

## نبذة
المصرفية الخاصة هي الطريقة التي نشأت بها البنوك. ركزت أولى البنوك في البندقية على إدارة التمويل الشخصي للعائلات الثرية. أصبحت البنوك الخاصة معروفة باسم «الخاصة» لتميزها عن الخدمات المصرفية للأفراد وبنوك الادخار التي تستهدف الطبقة المتوسطة الجديدة. تقليديا، تم ربط البنوك الخاصة بالعائلات لعدة أجيال. هذه البنوك غالبا ما نصحت وأدارة جميع الخدمات المالية والمصرفية للأسر الثرية. تاريخيا، تطورت الأعمال المصرفية الخاصة في أوروبا. بعض البنوك في أوروبا معروفة بإدارة أصول بعض العائلات المالكة. تدار أصول مجموعة برينسلي العائلية في ليختنشتاين من قبل مجموعة LGT (التي تأسست في عام 1920 والمعروفة أصلاً باسم The Liechtenstein Global Trust). تتم إدارة أصول العائلة المالكة الهولندية بواسطة MeesPierson (تأسست عام 1720). تدار أصول العائلة المالكة البريطانية بواسطة Coutts (تأسست عام 1692).